# 사투 실보
사투 실보(Satu Silvo, 1962년 8월 2일 ~ )는 핀란드의 배우이다.